# Médiathèque départementale de l'Isère
La Bibliothèque départementale de prêt de l'Isère, devenue Service de la lecture publique de l'Isère en 2012, puis Médiathèque départementale de l'Isère en 2018, est un service du Département de l'Isère directement rattaché à la Direction de la culture et du patrimoine. Le service est implanté à Saint-Martin-d'Hères et à Bourgoin-Jallieu pour desservir efficacement l'ensemble du département isérois.

## Missions
La médiathèque départementale met en œuvre le volet lecture publique des politiques du Département de l'Isère. Pour cela, elle soutient les collectivités territoriales locales dans la gestion quotidienne des bibliothèques et médiathèques iséroises. Elle conseille et apporte une ingénierie culturelle aux collectivités de moins de 10 000 habitants  et aux intercommunalités qui les regroupent afin de créer et consolider des réseaux intercommunaux de lecture publique.

## Historique

### 1945 - 1972: «Ère du ravitaillement» aux moyens modestes et à l’ingéniosité militante
Créée en 1945 par l’ordonnance du 2 novembre,,,,, du Conseil de la Résistance avec 7 autres départements, la Bibliothèque Centrale de Prêt de l’Isère commence son activité sous la tutelle du Ministère de l’Éducation nationale avec 1 bibliobus et 4 agents : la directrice, Madeleine Thomas (une chartiste) ; le sous-bibliothécaire, René Fillet ; une secrétaire ; et le chauffeur, Jean Tardy, dont le témoignage éclaire ce que fut ce « ravitaillement » aux moyens modestes (Madeleine Thomas empruntant un mulet pour certaines sections de la tournée, René Fillet et Jean Tardy portant les caisses de livres sur l'épaule dans les zones inaccessibles au bibliobus). Au cours de cette période, différents locaux sur Grenoble seront affectés à la bibliothèque.
Les moyens croissants en personnel et logistique alloués au cours de cette période lui permettront d’asseoir une desserte documentaire solide - 680 dépôts, essentiellement dans les écoles, pour 525 communes en 1964 - et de poser les bases de nouveaux modes d’interventions, comme le prêt direct et les prémices d’animations autour du livre.

### 1972 - 1992: «Assurer les fondements»

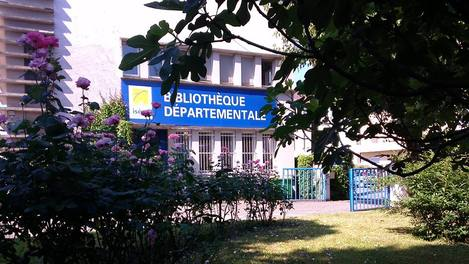
Entrée du Service de la lecture publique, site de Saint-Martin-d'Hères.

Encouragée par les différentes politiques nationales en faveur de la lecture publique, forte de ses désormais 13 membres du personnel et de ses 4 bibliobus en 1972, la Bibliothèque Centrale de Prêt de l'Isère passe sous la tutelle du Ministère de la Culture en 1975 et travaille aux premiers conventionnements avec les communes. Il s’agit de créer sur place de véritables bibliothèques municipales relais. Avec la construction de ce premier maillage territorial, émergent des besoins nouveaux : l’animation des lieux de lecture, la formation professionnelle des personnels bénévoles et salariés, le conseil technique pour la gestion des lieux, l’approvisionnement, le renouvellement, l’élargissement des collections et l’informatisation des fonds documentaires.
Pour faire face, la Bibliothèque centrale de prêt de l’Isère grandit et se diversifie. Quelques dates marquantes :
- 1981, emménagement dans les locaux actuels à Saint-Martin-d’Hères plus fonctionnels
- 1984, création de l’antenne de Bourgoin-Jallieu avec l’arrivée de 6 personnes et l’ouverture d’un service discothèque ; informatisation des collections ; signature entre le Ministère de la Culture et le Conseil général d’un premier plan de développement de la lecture en Isère.
- 1990, acquisition d’un musibus

### 1992 - 1996: Le changement de tutelle
Prévu dans la loi de décentralisation de 1983, le passage des bibliothèques centrales de prêt sous tutelle départementale est effectif en 1992. Rattachée à la Direction des affaires culturelles du Conseil général de l'Isère, le service devient Bibliothèque départementale de l’Isère. Un premier plan d’actions pour 4 ans est mis en place concrétisant et généralisant les relations contractuelles entre les communes desservies et le Conseil général. Cette contractualisation amplifie le développement des bibliothèques municipales relais et modifie la desserte documentaire. Le prêt direct va s’éteindre au profit d’une desserte communale renforcée et concertée.

### Depuis 1997: L’émergence et la structuration d’un réseau
Les plans de lecture se succèdent renforçant le maillage du département en bibliothèques. Mutations, réorganisations et adaptations des services offerts aux collectivités transforment peu à peu le paysage isérois en un véritable réseau de lecture publique.
Le plan de développement de 2002 formalise la structuration du réseau autour de points logistiques forts appelés « Médiathèques têtes de réseau  (MTR)». Construites principalement sur l’intercommunalité, ces MTR assurent une animation de la lecture publique ancrées sur un territoire, par des professionnels locaux. Les plans successifs renforcent et revisitent le concept.
Toujours en phase avec l’évolution technique et pour mieux répondre aux mutations sociétales, la Bibliothèque départementale devenue Médiathèque départementale en 2018 ne cesse d’innover par :
- l’ouverture de son site web en 2003. Il est remanié et relié depuis 2010 au portail « Isère-culture », puis en 2018 au catalogue et en 2019, il agrège les ressources en ligne. Le site est donc devenu un véritable portail incontournable pour son réseau pour les services en ligne qu'il propose (suivi des prêts, des réservations, des formations)
- la mise en place en 2005 du pôle réservations avec un service de navettes
- la création, en 2010, du service vidéo avec le prêt de DVD
- le déménagement, toujours en 2010, du site de Bourgoin-Jallieu dans la Maison départementale de territoire de la Porte des Alpes[11], ainsi qu’une première proposition de ressources en ligne
- l’adaptation, en 2011, du schéma de développement de la lecture publique en intégrant les 2 axes prioritaires de la mandature, à savoir l’aménagement des 13 territoires de l’Isère[12] et le soutien des projets d’actions culturelles et de lutte contre les facteurs d’exclusion
- l’accélération depuis 2014 du développement de nouvelles offres de service au réseau telles que l’expérimentation d’une plateforme agrégative de ressources en ligne (vidéo, musique, livres, etc.), la création des salons numériques, la médiation autour des jeux vidéo, la mise en place de partenariats avec les collèges…

Elle accueille en 2019 le congrès de l'ABD (Association des bibliothécaires départementaux) et transforme en 2020 l'essai de mise à disposition de ressources en ligne en véritable service proposé à l'ensemble des Isérois inscrits en bibliothèque. 2020 est aussi l'année du lancement des "38 bambins", collection d'albums jeunesse diffusée à destination des nouveau-nés diffusée en collaboration avec le service PMI (protection maternelle et infantile) du Département de l'Isère.

## Services

### Le pôle documentaire
L'activité historique du Service de la Lecture Publique, la constitution et la desserte des collections documentaires, demeure encore importante. Médiateur privilégié des collections, le pôle documentaire constitue et gère les fonds documentaires tous supports (livres, de documents sonores (CD), de DVD, de revues. Il les prête aux bibliothèques du réseau en complément de leurs collections propres soit sur rendez-vous personnalisé, soit lors de permanences mensuelles sans rendez-vous, banalisées et communes, soit par réservation en ligne associée à un système de livraison par navette, soit par la traditionnelle desserte en bibliobus.
Un service de réservations et une desserte par navette est à disposition des bibliothèques.

### Le pôle actions culturelles
Il développe deux activités principales : la gestion d’un fonds d'expositions et d’outils d’animation (kamishibaï, malle d’animations…) mis à la disposition des bibliothèques, ainsi que de l’ingénierie culturelle, en relation avec les publics spécifiques ou non. Il initie et soutient la création par des partenariats donnant lieu à des résidences d’artistes, des projets lecture petite enfance ou jeunesse… Son activité l’amène à la création d’animations sur des sujets ou des cultures spécifiques comme par exemple celle du jeu vidéo ("Pixel culture")

### Le pôle formation
En phase directe avec la veille professionnelle, il agit en faveur de la professionnalisation des personnels du réseau (environ 2 000 personnes avec un taux de salariat de 13%). Levier garant des apprentissages « métier » et outil de réflexion, il est là pour éclairer et aider à mieux comprendre les enjeux de la lecture publique aujourd’hui. Il propose une offre large et gratuite allant de la formation sur mesure à la conférence pour tous publics. Réparti sur l’ensemble du territoire, un cycle de formations-rencontres est proposé chaque année. Il donne lieu à l’édition d’un catalogue de formation. Il assure aussi, sur chacun de ses sites, une formation élémentaire intitulée « Bibliothèque, approche d’un métier ».

### Le pôle numérique
Il découle intrinsèquement de l’évolution informatique et des pratiques culturelles. Il se formalise vers 2012 pour porter les évolutions numériques d’information et de communication de la Médiathèque départementale de l'Isère. L’expérimentation est son mode d’action. Il est le médiateur des nouveaux matériels numériques en proposant des actions de sensibilisation, comme les salons numériques destinés à faire découvrir le matériel numérique (liseuses, tablettes), les applications, la robotique. Son champ d’action est large, il va de la mise à disposition de ressources en ligne désormais ouvertes à tous les Isérois inscrits en bibliothèque à l’animation d’un réseau de bibliothécaires spécialisés dans le numérique en passant par l’accompagnement de projets numériques.

### Le pôle innovation
En gestation,, ce pôle proposera un laboratoire d’innovation pour valoriser les nouvelles pratiques collaboratives. Un observatoire de la lecture publique à l’échelle du département offrira aux élus et aux professionnels un outil d’analyse et de veille sur l’évaluation des bibliothèques et des métiers.